# Hicksonella princeps
Hicksonella princeps är en korallart som beskrevs av Nutting 1910. Hicksonella princeps ingår i släktet Hicksonella och familjen Gorgoniidae. Inga underarter finns listade i Catalogue of Life.